# 유림 (1894년)
유림(柳林, 1898년 5월 23일 ~ 1961년 4월 1일)은 대한민국의 독립운동가이며 정치인이다. 일제강점기에는 대한민국 임시 정부 국무위원을 역임했으며 해방 이후에는 대한민국의 정치인으로 독립노농당을 창당하는 등의 활동을 했다. 본명은 유화종(柳花宗), 또는 유화영(柳華永), 호는 단주(旦洲)다.

## 생애

### 생애 초기
본관은 전주(全州)이며, 경상북도 안동에서 태어났다. 본명은 유화종(柳花宗)이었으나 1919년 3월 6일 유화영(柳華永)으로 개명했다. 1910년 8월 조선이 일제에 병합되자 유림은 자신의 손가락을 잘라 '충군애국(忠君愛國)'이라는 혈서를 쓰고 항일 독립운동에 몸바칠 것을 맹세였다.

### 초기 독립운동
1919년 3·1운동이 일어나자 유림은 안동 임동면 장터에서 만세시위를 주도했으며, 이후 만주로 건너가 남만주 독립군 단체인 서로군정서에 가담해 항일독립투쟁을 벌였다. 그가 '충군애국'을 맹세했을 때 그 충성의 대상이 좁은 뜻의 임금을 가리키는 것이었다면, 그는 그 맹세에 충실하지 못했다. 그는 뒤에 아나키스트가 되었는데, 이는 왕정을 거부하는 공화주의자 가운데서도 한 극단에 있다 할 아나키스트였기 때문이다.
1927년부터 1929년까지 만주 길림성에서 이청천, 김응섭, 여준, 이탁, 김동삼 등과 한족노동당, 정의부, 재만한인교육회 등을 결성하며 항일운동 단체에서 활동하였다. 이때 만주에 있는 각 독립운동 세력의 통합에 노력하면서, 중국인 유격부대와 합작하여 한중 공동 항일전선을 만들어 독립운동의 강화에 심혈을 기울였다. 한편으로는 교육 목적으로 교과서 편찬, 교원 양성 등의 활동에도 개입했다.
이때 중학생이던 북한의 김일성이 유림을 찾아와 인사한 적이 있는데, 유림은 재주는 있어 보이나 믿음이 가지 않는다고 했다. 1929년 평양에서 조선공산무정부주의자연맹을 결성하여 활동하였다.

### 임시정부 활동

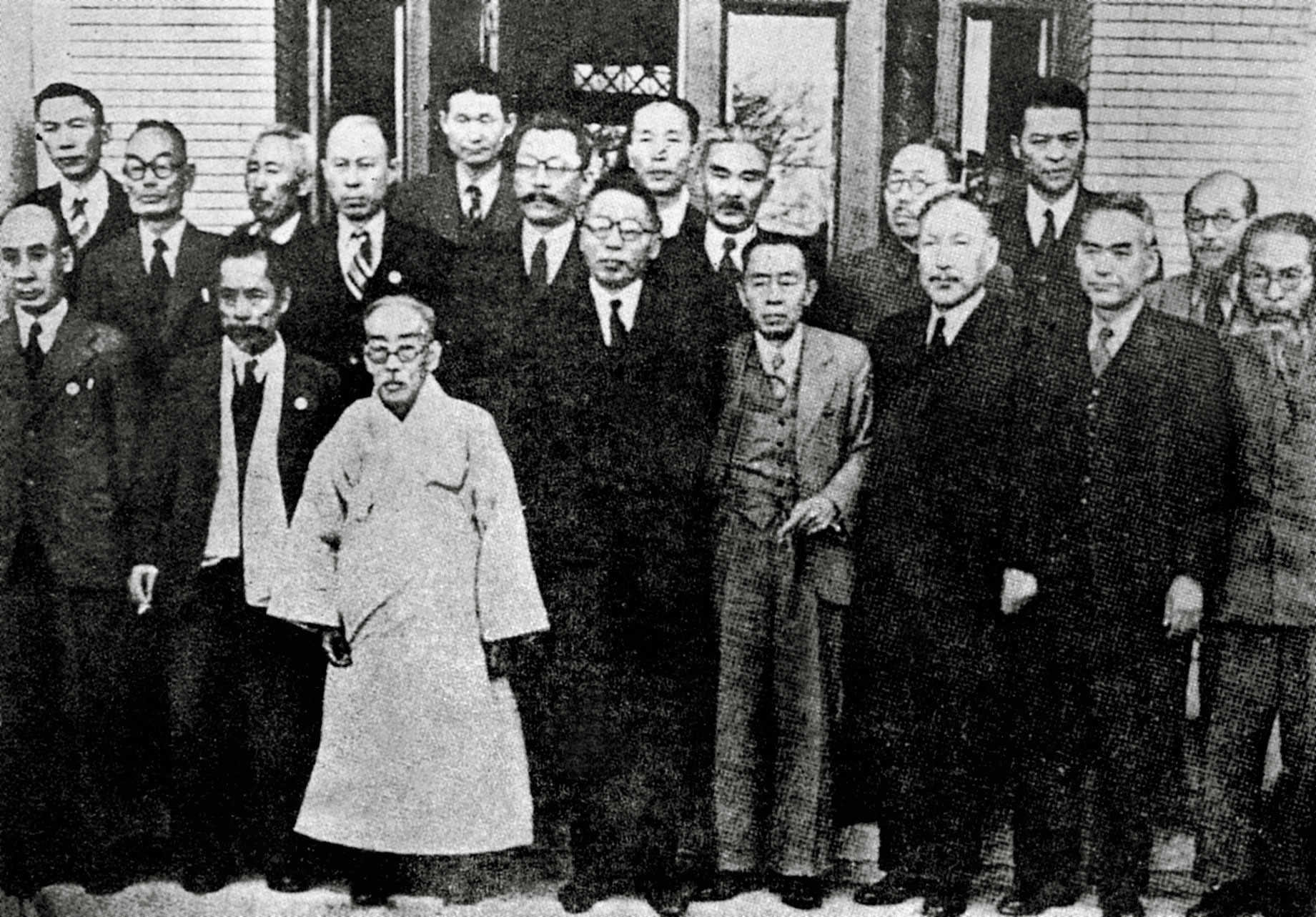
1945년 12월 3일. 임시정부요인 귀국기념 사진.
두 번째 줄 왼쪽에서 다섯 번째에 서 있는 이가 단주 유림

1931년 '원산 흑색사건'으로 옥고를 치른 뒤 베이징(北京) 일대에서 한중 항일연합군 구성에 노력하였다. 1942년 10월 20일 중국 충칭(重慶)에 있던 대한민국 임시정부에 임시의정원 의원으로 참여했으며, 1943년 5월 10일 충칭에서 무정부연맹을 대표해 ‘재중국자유한인대회’ 각주단에 피선됐다. 1944년 4월 24일 아나키즘 진영을 대표해 국무위원에 피선되었다.

### 정치활동
귀국한 유림은 독립노동당을 창당해 현실 정치에 뛰어들었지만, 대한민국 정부 수립 이후 우경화한 남한 정치권에서 그가 추구하던 혁신 노선은 뿌리를 내릴 수 없었다. 1946년 2월 14일 비상국민회의 노농위원장으로 선출되었다.
이후 노동신문을 창간, 노농대중의 계몽과 권익보호에 힘썼다. 1947년 7월 남북협상 안(案)을 가장 먼저 발표했다. 1948년 3월에는 독립정부 수립이 늦어질지라도 협상을 통해 통일을 이룩해야 한다고 주장하였다. 하지만 유림은 김구, 김규식 등 다른 남북협상파와는 달리 서울에서의 협상을 주장했다. 1948년 4월19일, 평양에서의 협상이 아니라 서울에서의 대화와 협상을 주장했던 것이다.
1948년 프랑스 파리에서 개최된 ‘세계아나키스트대회(1948년 10월1일)’에 한반도 대표로 초대되었다. 그는 당시 아나키즘의 세계운동을 새로운 방향으로 이끌 것을 다짐하며 반드시 이 행사에 참여하려 했으나 이승만 정권의 반대로 실패하였다.
6.25 전쟁 중 이승만 대통령이 수도 서울을 지킬 것이니 동요하지 말라며 서울 수호를 약속하는 대국민 담화 방송을 했으나 피신했다. 유림은 피신한 이승만을 향해 수도 서울을 넘겨주고 자신들만 몰래 빠져나와 수많은 시민을 희생시켰다며 강하게 비난했다. 유림은 이 일로 공개 비판을 막기 위한 명분으로 3개월가량 감금당했다. 1952년 7월 임시수도 부산에서 이승만을 다시 대통령으로 모시려는 ‘발췌개헌안’이 통과되자 유림은 신익희, 장면 등 야당 인사들과 재야인사들을 모아서 한국민주주의자총연맹을 발기했다. 그러나 일부는 민주국민당, 민주당 등을 형성해서 떠났으므로 실패하였다.
1953년 3월 휴전협정에 대한 논의가 있자 이승만 정권은 북진통일을 주장하며 휴전협정 반대를 내세웠다. 그러자 유림과 독립노농당은 더 이상의 동족상쟁을 막기 위해서 휴전협정을 체결할 것을 촉구하였다. 1959년 12월부터 일본에서 재일동포의 북한 송환이 시작되자 ‘재일동포 강제추방’이라며 이를 강력히 비판하였다. 혁신동지총연맹의 후보로 1960년 7ㆍ29선거에 출마하였으며, 여러번 선거에서 낙선하였다.

### 생애 말기
일본군에 복무했다는 이유로 외아들 유원식과 일찍이 부자의 연을 끊어버렸다고 한다. 그리고 아내에게 아들을 잘못키웠다고 멀리하였으며 또한 사위가 이승만 정권의 경찰 간부로 승진하자 딸과도 인연을 끊었다고 한다.
1961년 4월 1일 서울 제기동 자택에서 작고했다. 1961년 4월 7일 서울시청 광장에서 사회장으로 장사되었다.

## 사후
사후 1년 뒤인 1962년 건국훈장 독립장을 추서받았다. 1993년 독립기념관에 유림의 어록비가 제막된 데 이어 2001년 4월에 국가보훈처에서 ‘이달의 독립운동가’로 유림을 선정했다.
그가 입던 양복이 독립기념관에 소장되어 있다. 2014년 10월 29일 대한민국의 등록문화재 제609호 《유림 양복》으로 지정되었다.

## 기타
외아들 유원식이 폐병으로 위독하자 유림은 독립운동을 안 하겠다고 서약하면 가석방을 시켜주겠다는 감옥 교회사의 설득을 받았다. 그러나 유림은 내 자식이 죽더라도 독립전선에서 죽는 것이니 내 아들도 바라던 바일 것이다, 나는 나가면 또 반드시 그 운동을 계속할 것이다라며 그를 준엄하게 꾸짖었다 한다.
외아들이 일본군 장교가 되자 아들이 일본군 장교가 됐다는 이유로 단 한 번도 만나주지 않았고 부인마저 아들을 잘못 키웠다고 멀리하여 유림은 인생의 마지막을 혼자서 지냈다. 사위가 이승만 정권의 고위 경찰관이 되자, 이승만 정권의 고위경찰이라는 이유로 사위 본인은 물론, 그의 아내가 된 외동딸도 눈을 감을 때까지 받아들이지 않았다고 한다.
그러나 그는 누구보다도 따뜻한 사람이었다. 어느 날 그는 외아들의 아내, 즉 자신의 며느리가 죽었다는 소식을 접했다. 외아들을 평생 아들로 인정하지 않았기에 당연히 며느리로 인정한 적이 없는 전혀 ‘모르는 여인’일 뿐이었다. 그 ‘인연 없는’ 며느리가 죽어 서울대병원에 안치됐다는 소식이 그에게 전해지자 이때 그는 놀랍게도 아무 연락 없이 병원을 찾아가 눈물을 흘렸다고 한다. 의아스러워 이유를 묻는 청년당 당원에게 유림은 이렇게 말했다고 한다. “죽음 앞에서는 모두가 똑같네.”

## 가족
- 아버지 : 유이흠(李欽)
- 어머니 : 의성 김씨(義城 金氏)
  - 부인 : 고성 이씨(固城 李氏)
    - 아들 : 유원식(柳原植)

## 같이 보기
- 장건상
- 김성숙